# Branca (wicehrabina Hueglas)
Branca, pol. Blanka (ur. 25 lutego 1259 w Guimarães, zm. 17 kwietnia 1321 w Burgos) – infantka portugalska, najstarsza córka króla Alfonsa II i jego drugiej żony Beatrycze Kastylijskiej.

## Życiorys
Imię dostała po siostrze swojej babki Urraki Kastylijskiej, Blance, królowej Francji. Była zakonnicą w zakonie w Lorvão. Później została matką przełożoną klasztoru Las Huelgas, gdzie mówiono o Niej Pani i Opiekunka. Nosiła tytuł Wicehrabiny Hueglas.
Według Argote de Molina y de Gandara, Blanka miała nieślubnego syna z kastylijskim arystokratą, Pedrem Esteves Carpinteiro. Miał on na imię João Nunes de Prado i był mistrzem zakonu Calatrava.